# Proposizione finale
La proposizione finale è una proposizione subordinata che indica il fine o lo scopo cui è diretta l'azione espressa nella proposizione reggente.
La proposizione finale può essere di due tipi: esplicita o implicita.
È possibile riconoscerla ponendo la domanda "allo scopo di" e "al fine di".

## Finale esplicita ed implicita
La finale esplicita è introdotta da una congiunzione o da locuzioni come "perché", "affinché", "ché", "onde", "acciocché", "in modo che". Ha sempre il verbo al congiuntivo presente o imperfetto.
- Ritirerò i tappeti più costosi affinché i bambini non li sporchino
- La donna ritirò i tappeti più costosi affinché i bambini non li sporcassero.

È utile inoltre ricordare che, se nella principale e nella subordinata i soggetti sono gli stessi, la costruzione si rende benissimo anche con "a, per, di" e l'infinito o viene introdotta da "allo scopo di", "al fine di" :
- Sono venuto qui per vederti
- Luca è salito a lavarsi.

In tal caso, si otterrà una subordinata implicita. La proposizione finale implicita richiede, di solito, che vi sia identità tra il soggetto della proposizione sovraordinata e quello della proposizione subordinata. Sarà quindi lecito dire: "Paolo è andato dai suoi compagni di classe per invitarli": è sempre Paolo il soggetto del verbo "andare", nella proposizione principale, e il soggetto del verbo "invitare" nella subordinata. Non è invece lecito dire: "Paolo è andato dai suoi compagni di classe per invitarlo", nel senso che è andato a sollecitare un invito da parte dei suoi compagni. Tuttavia, c'è un modo per risolvere il problema: è sufficiente usare il verbo "fare" come verbo causativo, in quanto causa l'azione che segue. Esso si riferisce al soggetto della principale, rendendo possibile l'uso della finale implicita: "Paolo è andato dai suoi amici per farsi invitare". "Porto il bambino alla lezione di ginnastica per farlo irrobustire". Ancora più esplicitamente: dalla frase complessa "ho regalato dei libri a Giovanni perché li legga" posso ricavare la frase: "ho regalato dei libri a Giovanni per farglieli leggere".